# Ayako Hamada
Ayako Valentina Hamada Villareal (Cidade do México, 14 de fevereiro de 1981) é uma lutadora de wrestling profissional mexicana descendente de japoneses. Trabalhava na Total Nonstop Action Wrestling com o ring name Hamada.

## Carreira
- Japão e México (1999-2008)
- Total Nonstop Action Wrestling (2008-Presente)

## Campeonatos e prêmios
- All Japan Women's Pro-Wrestling
  - WWA World Heavyweight Championship (2 vezes)
- ARSION
  - Twinstar of ARSION (2 vezes) - com Mika Akino (1) e Michiko Omukai (1)
  - Skyhigh of ARSION (1 vez)
  - QUEEN of ARSION (1 vez)
  - P*MIX Grand Prix (2000) - com Gran Hamada
- GAEA Japan
  - AAAW Singles Championship (1 vez)
  - AAAW Tag Team Championship (1 vez) - com Meiko Satomura
- Grupo Internacional Revolucion
  - IWRG Women's Championship (1 vez)
- NEO Japan
  - NEO Japan Tag Team Championship (1 vez) - com  Kaoru Itoh
- Universal Wrestling Association
  - UWA World Women's Championship (1 vez)
- World Wrestling Association
  - WWA World Women's Championship (1 vez)
- Total Nonstop Action Wrestling
  - TNA Knockout Tag Team Championship (2 vezes) - com Awesome Kong (1) / Taylor Wilde (1)